# Чистоходова, Рита Васильевна
Рита Васильевна Чистоходова (1 марта 1939 — 20 декабря 2006, Сыктывкар) — российский политический деятель, депутат Государственной Думы ФС РФ второго созыва (1995—1999). В Республике Коми имела народное прозвище «железная Рита».

## Биография
Окончила Саратовский юридический институт им. Д. И. Курского; работала в районной прокуратуре г. Сыктывкара, в прокуратуре Коми АССР; перед избранием в Государственную Думу в 1995 г. была старшим помощником прокурора г. Сыктывкара.
30 ноября 1997 в Республике Коми прошли досрочные выборы Главы республики. Глава республики Юрий Спиридонов победил, набрав 57,19 % голосов; основной соперник Рита Чистоходова — 19,83 %; официальный кандидат КПРФ председатель бюджетного комитета Госсовета Республики Василий Кузнецов — 9,17 %; председатель местного отделения Партии любителей пива Вячеслав Круссер — 1,86 %; координатор регионального отделения ЛДПР Валерий Злобин — 0,78 %; председатель республиканского движения «Солидарность» Михаил Коданёв («Честь и Родина»), призвавший голосовать за Чистоходову — 0,00 % (0 голосов); против всех — 5,43 %. Явка составляла 48,47 %.
16 декабря 2001 года прошли выборы Главы республики. Юрий Спиридонов на тех выборах набрал 34,9 % голосов избирателей и уступил победу председателю Госсовета Республики Владимиру Торлопову (40 % голосов). Рита Чистоходова была снята с предвыборной гонки (что и обеспечило победу Торлопова, ведь Чистоходова бы отбирала у него голоса, а побеждал набравший простое большинство голосов). Примечательно, что снятием её с выборов занимался будущий депутат госдумы Александр Сидякин.

### Депутат госдумы
Депутат Государственной Думы второго созыва от Сыктывкарского одномандатного избирательного округа N 17, Республика Коми. Выдвинута кандидатом в депутаты группой избирателей. С 16 января 1996 г. по 20 января 1997 г. состояла во фракции КПРФ, потом во фракциях не состояла.